# 입암항 (동해면)
입암항은 경상남도 고성군 동해면 봉암리에 있는 어항이다. 2002년 8월 6일 어촌정주어항으로 지정하여 관리하고 있다. 시설관리자는 고성군수이다.

## 어항 구역
- 수역: 입암 소하천 종점부(바다)에서 선착장과 북동쪽 호안도로 종점부를 연결한 선내수면
- 육역: 경남 고성군 동해면 봉암리 414-11번지 외 1필지

## 어항 시설
- 호안 195m, 선착장 261m

## 주요 어종
- 굴, 대구, 감성돔, 도다리, 갯가재, 물매기, 바지락 등